# Manhumirim
Manhumirim is een gemeente in de Braziliaanse deelstaat Minas Gerais. De gemeente telt 20.934 inwoners (schatting 2009).

## Aangrenzende gemeenten
De gemeente grenst aan Alto Jequitibá, Luisburgo, Manhuaçu, Martins Soares, Reduto en Iúna (ES).